# 爱琳·尤格达塔
爱琳·尤格达塔（1989年6月22日—），婚后冠夫姓本查荣固，昵称Aerin，是一名泰國的女演員、模特兼节目主持人。代表影視作品有《玻鑽之爭》、《伦敦糖果》、《星之舞》、《憎恨的漩渦》。